# Cath Wallace
Catherine C. "Cath" Wallace (1952) és una ecologista de Nova Zelanda i acadèmica que fa conferències d'economia i política pública a la Universitat Victòria de Wellington, i forma part d'organitzacions vinculades amb el medi ambient a Nova Zelanda. Se li va atorgar el Premi Mediambiental Goldman el 1991, gràcies a les seves contribucions per protegir el medi ambient a l'Antàrtida.
Des de 1987 Cath Wallace ha fet conferències a la Universitat Victoria de Wellington sobre economia i política pública, centrant-se en el medi ambient. Durant una dècada va ser la presidenta de les Organitzacions de Conservació del Medi Ambient de Nova Zelanda, (Environment and Conservation Organizations of New Zealand, ECO). ECO és una organització sense ànim de lucre que es preocupa per preservar el medi ambient. Cath Wallace segueix formant part d'ECO.
Wallace va formar part del Consell de IUCN, la Unió Internacional per a la Conservació de la Natura, durant dos mandats. El seu principal focus va ser lluitar perquè es tinguessin presents els costos mediambientals quan es prenguessin decisions nacionals. Ella va impulsar reformes a nivell mediambiental i de polítiques energètiques.
Com a part del seu activisme, va dirigir un moviment de resistència, juntament amb altres activistes, contra interessos empresarials que intentaven restringir l'Acta d'Administració de Recursos (Resource Management Act). Aquesta acta és important per a la protecció dels recursos naturals. Des de la seva posició a ECO, va defensar un canvi en la llei de pesca nacional perquè es gestionés l'ecosistema sencer en comptes de només la pesca de peixos.
Wallace va investigar els efectes de la gestió de quotes pesqueres a Nova Zelanda i va pressionar al Ministeri de Pesca perquè deixés d'infringir les seves responsabilitats mediambientals sota l'Acta de Pesca de Nova Zelanda de 1996. Wallace continua defensant la implementació de fortes polítiques locals mediambientals per tota Nova Zelanda.
Cath Wallace també va ser co-fundadora de la branca de Nova Zelanda de la Coalició Antàrtica i de l'Oceà Antàrtic (Antarctic and Southern Ocean Coalition, ASOC), una aliança internacional que treballa per a la protecció de l'Antàrtida i el rebuig de la Convenció de Minerals de l'Antàrtida. En associació amb ASOC, Wallace va ser lobbista internacional per prohibir l'explotació minera a l'Antàrtida. Un pas important en la protecció de l'entorn antàrtic fou gràcies al Protocol Mediambiental Antàrtic. El protocol designa a l'Antàrtida com "una reserva natural, dedicada a la pau i a la ciència". També conegut com el Protocol de Madrid, va establir regles per a la protecció de l'entorn i la prohibició de l'explotació minera.